# Assédio moral

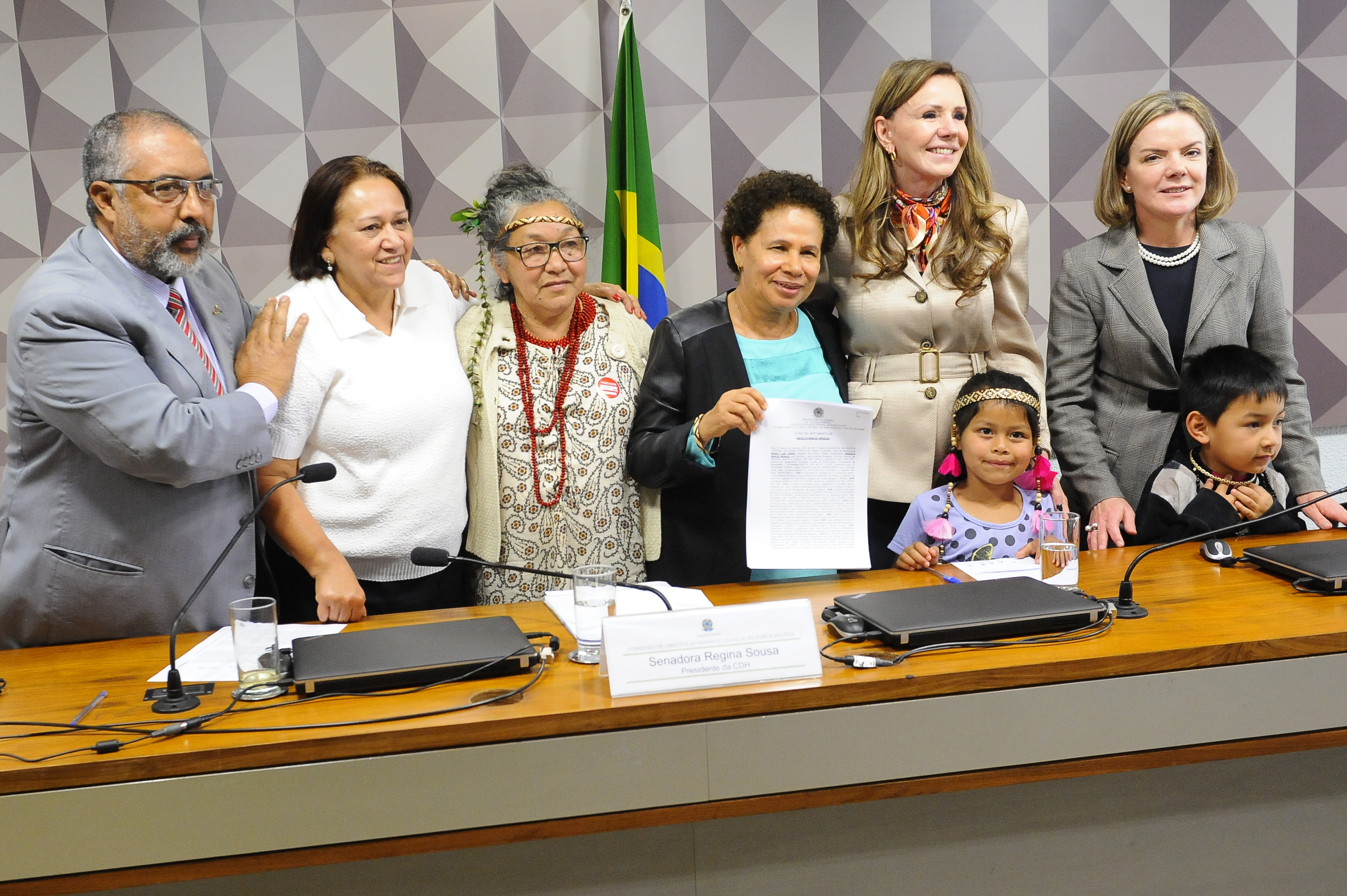
Representante indígena entrega, à Comissão de Direitos Humanos e Legislação Participativa do senado do Brasil, denúncia de abuso moral e sexual

Assédio moral é a exposição de alguém a situações humilhantes e constrangedoras, repetitivas e prolongadas. Geralmente, tal expressão se refere a atos ocorridos durante a jornada de trabalho e no exercício de suas funções.
São mais comuns em relações hierárquicas autoritárias e assimétricas, em que predominam condutas negativas, relações desumanas e antiéticas de longa duração, de um ou mais chefe(s) dirigida a um ou mais subordinado(s), desestabilizando a relação da vítima, com o ambiente de trabalho e a organização.
A psiquiatra francesa Marie-France Hirigoyen (2000), uma das primeiras estudiosas a se preocupar com o assédio moral no trabalho, da perspectiva de sua especialidade, entende o mesmo como sendo qualquer conduta abusiva, configurada através de gestos, palavras, comportamentos inadequados e atitudes que fogem do que é comumente aceito pela sociedade. Essa conduta abusiva, em razão de sua repetição ou sistematização, atenta contra a personalidade, dignidade ou integridade psíquica ou física de uma pessoa, ameaçando seu emprego ou degradando o ambiente de trabalho.

O dicionário nos diz que "assédio" significa, entre outras coisas, insistência inoportuna junto a alguém, com perguntas, propostas e pretensões, dentre outros sintomas. "Assediar", por sua vez, significa perseguir com insistência, que é o mesmo que molestar, perturbar, aborrecer, incomodar, importunar.
Por ser algo privado, a vítima, dependendo do contexto, precisa efetuar esforços dobrados para conseguir provar, na justiça, o que sofreu, mas é possível conseguir provas técnicas obtidas de documentos (atas de reunião, fichas de acompanhamento de desempenho etc.), além de testemunhas idôneas para falar sobre o assédio moral cometido.

## Tipos de assédio

### Assédio descendente
É o tipo mais comum de assédio. Se dá de forma vertical, de cima (chefia) para baixo (subordinados). Seu principal objetivo é desestabilizar o trabalhador, de forma que este produza mais por menos, sempre com a impressão de que não está atingindo os objetivos da empresa, que, na maioria das vezes, já foram ultrapassados.

### Assédio ascendente
Tipo mais raro de assédio, se dá de forma vertical, mas de baixo (subordinados) para cima (chefia). É mais difícil de acontecer, pois geralmente é praticado por um grupo contra a chefia, já que dificilmente um subordinado isoladamente conseguiria desestabilizar um superior.
A principal causa são subordinados com ambição excessiva. Geralmente, existe um ou dois funcionários que influenciam os demais, objetivando alcançar o lugar do superior.

### Assédio paritário
Ocorre de forma horizontal, quando um grupo isola e assedia um membro parceiro. Seu principal objetivo é eliminar concorrentes, principalmente quando este indivíduo vem se destacando com frequência perante os superiores.

## Fases

### Primeira fase
É algo normal que, nas empresas, surjam conflitos devido à diferença de interesses. Devido a isto, surgem problemas que podem solucionar-se de forma positiva através do diálogo ou que, pelo contrário, constituem o início de um problema mais profundo.

### Segunda fase
Na segunda fase de assédio ou fase de estigmatização, o agressor põe em prática toda a estratégia de humilhação de sua vítima, utilizando uma série de comportamentos perversos cuja finalidade é ridicularizar e isolar socialmente a vítima.
Nesta fase, a vítima não é capaz de crer no que está passando, e é frequente que negue a evidência ante o resto do grupo a que pertence.

### Terceira fase
Esta é a fase de intervenção da empresa (no princípio, a empresa considerava que o conflito transcendia a direção da empresa).
Solução positiva: a direção da empresa realiza uma investigação exaustiva do conflito, decide trocar o trabalhador ou o agressor de posto e se articulam mecanismos necessários para que não volte a ocorrer o conflito.
Solução negativa: a direção vê o trabalhador como o problema a combater, reparando em suas características pessoais distorcidas e manipuladas e tornando-se, desta forma, cúmplice do conflito.

### Quarta fase
A quarta fase é chamada a fase de marginalização ou exclusão da vida laboral, e pode desembocar no abandono do trabalho por parte da vítima. Em casos mais extremos, os trabalhadores acuados podem chegar ao suicídio. Uma solução positiva é pedir para a empresa denunciar o(a) agressor(a).

## Partes implicadas

### O agressor
Para Jorge Luiz de Oliveira da Silva (2006), o agressor ou assediador é, essencialmente, um indivíduo destituído de ética e de moral. O agressor age por impulsos negativos e sem nenhuma nobreza de caráter, revelando seu lado perverso ao verificar sua vítima sucumbir aos poucos diante de sua iniquidade.
Olhando externamente, é difícil identificar o agressor, pois a imagem que projeta de si mesmo é sempre bastante positiva.
Geralmente, os agressores (ou "assediadores") não centram suas forças em pessoas serviçais e/ou naqueles que são considerados partes do "grupo" de amigos. O que desencadeia sua agressividade e sua conduta é um receio pelos êxitos e méritos dos demais. Um sentimento de irritação rancorosa, que se desencadeia através da felicidade e vantagens que o outro possa ter.
O agressor tem claras suas limitações, deficiências e incompetência profissional, sendo consciente do perigo constante a que está submetido em sua carreira. É o conhecimento de sua própria realidade que o leva a destroçar carreiras de outras pessoas. Pode-se somar o medo de perder determinados privilégios, e esta ambição o empurra a eliminar drasticamente qualquer obstáculo que se interponha em seu caminho.
Ao falar de agressor, tem-se que fazer uma distinção entre aqueles que colaboram com o comportamento agressivo de forma passiva e os que praticam a agressão de forma direta. É comum colegas de trabalho se aliarem ao agressor ou se calarem diante dos fatos. Em geral, aquele que pratica o assédio moral tem o desejo de humilhar o outro ou de ter prazer em sentir a sensação de poder sobre os demais integrantes do grupo. Chega a fazer concessões a possíveis adeptos para que se juntem ao grupo, fortalecendo o assédio moral ao profissional isolado. Alguns se unem porque igualmente gostam de abuso de poder e de humilhar, outros se unem por covardia e medo de perderem o emprego, e outros, por ambição e por competição, aproveitam a situação para humilhar mais ainda a vítima.
Em geral, os assediadores provocam ações humilhantes ao profissional ou o cumprimento de tarefas absurdas e impossíveis de realizar, para gerar a ridicularização pública no ambiente de trabalho e a humilhação do assediado.
Outra estratégia utilizada pelos assediadores é denegrir a imagem do profissional com humilhações. E, para conseguir adeptos e ganhar força com a perseguição moral que perpetram, utilizam-se de armas psicológicas para angariar aliados, mesmo aqueles considerados inocentes úteis.
Na maioria dos casos, buscam forçar o profissional atingido a desistir do emprego.
Aquele que faz o assédio moral pode ter desejo de abuso de poder para se sentir mais forte do que realmente é, ou de humilhar a vítima com exigências absurdas. Alguns inclusive são sádicos e provocam outras violências além da moral.
Muitas vezes, apresenta características narcisistas:
- Ideia grandiosa de sua própria importância.
- Fantasias ilimitadas de êxito e poder.
- Necessidade excessiva de ser admirado.
- Atitudes e comportamentos arrogantes.

É importante ressaltar que alguns chefes se tornam agressores a trabalhadores por serem constantemente pressionados pelas empresas para se cumprir determinadas metas. Neste caso, o problema de assédio moral é um problema estrutural da empresa.
O assédio moral, no entanto, pode estar também no rol das ações específicas a serviço da impropriedade. Um chefe ou diretor pode, ao observar a possibilidade de ser denunciado por alguma atitude imoral ou ilegal, demandar pressão sobre os prováveis denunciantes, como forma de calar, ou sobre todo um grupo, como forma de incutir o temor face à possibilidade de retaliação.
A respeito dessa possibilidade, o especialista em inteligência Jacinto Murowaniecki, mantenedor do indexador Dura Verum e ele próprio denunciante, publicou, no site Whistleblower (é o nome que se dá internacionalmente ao reportante de boa-fé) uma sequência de eventos para comprovar o uso do assédio moral como forma de frustrar as denúncias que seriam realizadas contra o diretor da Polícia do Senado Federal. Posteriormente, o assunto foi movido e agora se encontra na página Desinformação.

### A vítima
Não existe um perfil psicológico determinado que predisponha uma pessoa a ser vítima de assédio moral: qualquer um pode ser objeto deste acaso.
Aos olhos do agressor, a vítima é uma pessoa inconformista, que, graças a sua preparação ou sua inteligência, questiona sistematicamente os métodos e fórmulas de organização do trabalho que lhe vem imposto. Vale salientar que diminuir ou criticar é colocar o outro em situação de inferioridade. Fazer propaganda contra alguém é mais fácil se essa pessoa possui características que estimulem o preconceito de cor, de orientação sexual, de sexo, de ideologia, de classe social ou aquele dirigido às pessoas portadoras de deficiência.
Embora não haja um perfil psicológico, há casos de assédios contra trabalhadores com altos salários que são ameaçados de substituição por outros com menores salários e trabalhadores que são representantes de sindicatos e associações.
O assédio moral traz terríveis consequências à vida pessoal, familiar e profissional da vítima.
Para Mara Vidigal Darcanchy, a prática do assédio moral traz, implícitas, situações em que a vítima sente-se ofendida, menosprezada, rebaixada, inferiorizada, constrangida, ultrajada ou em que, de qualquer forma, tenha a sua autoestima rebaixada por outra pessoa. Esse estado de ânimo traz consequências funestas para as vítimas, daí a necessidade de se conhecer bem o quadro e tratá-lo juridicamente, defendendo, assim, aqueles que são vítimas de pessoas opressoras, as quais, de alguma forma, têm o poder de coagi-las no seu local de trabalho ou no exercício de suas funções.
O assédio moral pode, também, acarretar dano material, como a perda do emprego e gastos com tratamento médico e psicológico, além, é claro, de atingir profundamente a personalidade do empregado, ferindo, com violência, o seu amor-próprio, a sua autoestima, a sua boa fama, a sua imagem, e principalmente, a sua dignidade e a sua honra.

## Assédio moral no Brasil
No Brasil, não há uma lei específica para assédio moral, mas esta pode ser julgada por condutas previstas no artigo 483 da Consolidação das Leis do Trabalho. A primeira lei brasileira específica para o tema, contudo, é datada de 2000, no município de Iracemápolis, de autoria do professor João Renato Alves Pereira[carece de fontes?], que é também autor do primeiro livro publicado no Brasil[carece de fontes?], sendo palestrante na área do aperfeiçoamento das relações de trabalho.
Há alguns estados do Brasil, como Pernambuco, que já publicaram lei específica tratando sobre o tema. A lei estadual nº 13.314, de 15 de outubro de 2007, de autoria do deputado Isaltino Nascimento, foi regulamentada pelo governador Eduardo Campos através da lei nº 30.948, de 26 de outubro de 2007. Foi a primeira lei sobre o tema a ser regulamentada em todo Brasil.
Também no estado de São Paulo, há lei que veda o assédio moral no âmbito da administração pública estadual direta, indireta e fundações públicas. O projeto de lei criado em 2001 de autoria do deputado Antonio Mentor tornou-se a lei 12 250, de 9 de fevereiro de 2006. Atualmente, está em contestação no Supremo Tribunal Federal pela ADIN 3.980, de 23 de outubro de 2007 (Ação Direta de Inconstitucionalidade).
Na ADIN, o governador de São Paulo, José Serra, acionou o Supremo Tribunal Federal para que suspenda, em sua integralidade, os efeitos da Lei Estadual 12.250/2006, que proíbe o assédio moral na administração pública direta, indireta e fundações do Estado de São Paulo. Segundo o governador, a lei promulgada pela Assembleia Legislativa de São Paulo afronta a Constituição Federal (art. 61) e a Carta estadual (art. 24). Ambas reservam, ao Poder Executivo, a prerrogativa de legislar sobre matérias pertinentes aos servidores públicos e o regime jurídico ao qual estão submetidos. Sustentou, ainda, que, por se tratar de questão relativa ao Estatuto dos Servidores Públicos, a matéria deveria ser fixada por meio de lei complementar. Assim, o governador José Serra requereu a concessão de liminar para a suspensão imediata da lei, até o julgamento final da ação. Pediu, ainda, a declaração de inconstitucionalidade, na totalidade, da lei estadual que proíbe o assédio moral no serviço público em São Paulo.
Ficaram de fora os servidores militares, cuja categoria é considerada uma das mais assediadas do país, mas que, no entanto, pode invocar o princípio da isonomia, consagrado na Constituição brasileira de 1988.
Vários projetos já foram aprovados em cidades como São Paulo, Natal, Guarulhos, Iracemápolis, Bauru, Jaboticabal, Cascavel, Sidrolândia, Reserva do Iguaçu, Guararema, Campinas, entre outros. O estado do Rio de Janeiro, desde maio de 2002, condena esta prática.
Em Minas Gerais, foi publicada a Lei Complementar 116/2011, que cuida da prevenção e da punição do assédio moral na administração pública estadual.
Um dos maiores nomes do assédio moral, a médica psiquiatra francesa Marie-France Hirigoyen, especializada em assédio moral e psicológico, falou um pouco sobre o tema em sua palestra no 16º Congresso Nacional dos Magistrados da Justiça do Trabalho (Conamat), no dia 2 de maio de 2015, em João Pessoa. Ela afirmou que não há legislação sobre o tema em todo o mundo, mas que, cada vez mais, existe a consciência da realidade do assédio moral. Concordou que é mais fácil lutar quando há uma lei específica, e que nos países onde não há legislação específica, ainda pode ser que haja leis que possam ser usadas. Disse, também, que o fato de uma lei estabelecer prisão e sanções financeiras força uma prevenção. Ela acredita que a repressão permite a prevenção. Ela crê que é importante a existência de ambos: a obrigação de prevenir, e as penalidades, se isso não for o suficiente.
Marie-France Hirigoyen afirma que, para que uma pessoa possa ser ouvida pela justiça, ela precisa dos fatos ou evidência sugerindo que houve o assédio, tais como gravações de conversas, cópias impressas de e-mails ou depoimentos de testemunhas, mas ainda precisará ter outros elementos de prova.
Nem mesmo a presença de todos esses elementos de prova pode servir para barrar o assédio moral, no entanto. Uma vez que o assédio moral geralmente se dá no âmbito de trabalho, é comum que o assediador tenha influência sobre as etapas de investigação e correição. O site Whistleblower apresenta, de forma detalhada e documentada, um exemplo de assédio moral num dos órgãos públicos brasileiros mais representativos, o Senado Federal.

## Assédio Moral Organizacional
O conceito de assédio moral organizacional foi desenvolvido, em 2006, pela Procuradora Regional do Trabalho, Adriane Reis de Araújo. Ela o caracteriza como uma "tecnologia de gestão globalizada".
Diferencia-se do conceito de assédio moral como descrito por Marie-France Hirigoyen em 2002 por tratar esta definição como uma expressão parcial, e portanto desloca a ênfase do tratamento psicológico do problema, concentrando a discussão sobre as condições de trabalho e sobre os mecanismos de gestão de pessoas. O conceito aponta para soluções psicológicas e jurídicas, que, frequentemente, sobrepõem as perspectivas organizacionais e coletivas da questão.
A escuta clínica dos testemunhos revela uma forma de sofrimento psíquico muito semelhante àquela que ocorre com vítimas do assédio moral: paralisia, inibição da ação, ansiedade, depressão, síndrome de burnout, e perda do sentido do trabalho; podendo desenvolver aspectos paranoides. Contudo, diferente do assédio moral, o sofrimento gerado normalmente aponta para a origem do assédio na própria organização do trabalho e em sua cultura, enquanto a dinâmica conceitual do assédio moral transfere para os indivíduos "frágeis" ou "maliciosos" toda a responsabilidade dos impasses da violência do trabalho. A grande inovação do conceito de assédio moral organizacional é, justamente, rejeitar a individualização das situações de assédio, fugindo da dicotomia vítima x algoz, discussão pouco operativa por escamotear as fontes organizacionais da violência no trabalho e responsabilizar exclusivamente os indivíduos pelos danos ocorridos.
A esse respeito, desde 2006, a Organização Internacional do Trabalho (OIT) alerta que a violência no trabalho já se tornou epidemia mundial. No mesmo ano, a Organização Mundial da Saúde (OMS) afirma que as depressões serão a maior causa de afastamento prolongado do trabalho no mundo, podendo atingir até 20% da população em 2020.
Segundo Soboll, "o termo organizacional, associado ao assédio, possui o seguinte propósito: destacar que esse tipo de prática se estrutura a partir das estratégias de gestão e divisão do trabalho, ou seja, depende principalmente da maneira como o trabalho está organizado".

### A resignação como sintoma recorrente
Segundo João Batista Ferreira, "olhar para o lado e perceber a indiferença do colega em momento tão difícil pode ter um efeito devastador. Em última e primeira instância, todos são atingidos, pois as situações de assédio são sinalizadoras do que acontece com quem não se submete, e acabam operando um efeito conformador que se entranha na subjetividade dos trabalhadores".
Portanto, tanto as depressões no trabalho como os casos de assédio moral podem ser considerados sintomas, respostas inadequadas a um transtorno organizacional mais amplo, o assédio organizacional.